# George Beresford, I marchese di Waterford
George Beresford, I marchese di Waterford (8 gennaio 1735 – 3 dicembre 1800), è stato un politico irlandese.

## Biografia
Era il figlio di Marcus Beresford, I conte di Tyrone, e di sua moglie, Lady Catherine Power, baronessa la Poer.

## Carriera
Dal 1757 al 1760, era un membro della Camera dei Comuni irlandese per Waterford County (1757-1760) e per Coleraine (1761-1763), quando ereditò contea da suo padre, ed entrò nel Privy Council d'Irlanda. Fu governatore della Contea di Waterford, durante il quale è stato nominato Cavaliere di San Patrizio, e venne nominato marchese nel 1789.

## Matrimonio
Il 19 aprile 1769 sposò Lady Elizabeth Monck (cugino di Charles Monck, I visconte di Monck e una nipote del I duca di Portland). Ebbero otto figli:
- Marcus, Lord Le Poer (marzo 1771 - 8 agosto 1783)
- Henry Beresford, II marchese di Waterford (1772-1826)
- Mons. Lord John George (1773-1862), arcivescovo di Armagh
- Lord George Thomas (1781-1839)
- Lady Anne Isabella (28 maggio 1776 - 7 maggio 1850), sposò Sir John Brydges
- Lady Catherine (11 settembre 1777 - 23 giugno 1843)
- Lady Anne (26 luglio 1779 - 27 novembre 1842)
- Lady Elizabeth Louisa (2 febbraio 1783 - 6 gennaio 1856), sposò in prime nozze Sir Denis Pack e in seconde nozze Sir Thomas Reynell.

Ebbe due figli illegittimi William Carr Beresford, I visconte Beresford e Sir John Beresford, I Baronetto.